# Asia's Next Top Model
Asia's Next Top Model (abreviado AsNTM) es un reality show y la versión pan-asiática de Top Model, basado en el reality show estadounidense America's Next Top Model creado por Tyra Banks. Es producida por Fox Networks Group.

## Ciclos
| Ciclo      | Fecha de estreno        | Ganadora              | Finalista(s)                 | Otras concursantes en orden de eliminación | Número de concursantes | Destino Internacional |
| ---------- | ----------------------- | --------------------- | ---------------------------- | --- | ---------------------- | --------------------- |
| 1 Singapur | 25 de noviembre de 2012 | Jessica Amornkuldilok | Kate Ma Stephanie Retuya     | Kyla Tan, Monica Benjaratjarunun (abandona), Bei Si Liu, Jee Choi & Filantropi Witoko, Trang Nguyen, Rachel Erasmus, Melissa Th'ng, Helena Chan, Aastha Pokharel, Sofia Wakabayashi                           | 14                     | Batam Hong Kong       |
| 2 Malasia  | 08 de enero de 2014     | Sheena Liam           | Jodilly Pendre               | Jessie Yang, Elektra Yu, Bona Kometa, Jihye Moon, Thao Phan, Poojaa Gill, Sneha Ghosh & Janice Hermijanto, Tia Taveepanichpan, Natalie Pickles, Josephine Tan, Nicole Lee, Marie Nakagawa, Katarina Rodriguez | 16                     | Penang, Kuching       |
| 3 Singapur | 25 de marzo de 2015     | Ayu Gani              | Monika Sta. Maria            | Shareeta Selvaraj, Kiana Guyon, Rani Ramadhany, Lorretta Chow & Celine Duong, Franchesca Lagua, Melissa Tan, Kirsteen "KB" Barlow, Tahlia Raji, Amanda Chan, Barbara Katsuki, Aimee Cheng-Bradshaw            | 14                     | Ninguno               |
| 4 Singapur | 09 de marzo de 2016     | Tawan Kedkong         | Patricia Gunawan Sang In Kim | Maya Goldman, Tugs Saruul, Mai Ngo, Gwen Ruais, Alaiza Malinao (abandona), Jessica Lam, Aldilla Zahraa, May Htet Aung, Tuti Noor, Angie Watkins, Julian Flores                                                | 14                     | Ninguno               |
| 5 Singapur | 05 de abril de 2017     | Maureen Wroblewitz    | Shikin Gomez Minh Tu Nguyen  | Angélica Santillán, Heidi Grods, Jennica Sánchez, Layla Ong, Alicia Amin, Nametha R (Descalificada), Valerie Krasnadewi y Dorothy Petzold, Veronika Krasnadewi, Cindy Chen, Clara Tan.                        | 14                     | Malasia               |

## Transmisiones internacionales
| País/Región        | Canal                                   | Fecha                   | Título traducido          | Doblada/Subtítulo                                           |
| ------------------ | --------------------------------------- | ----------------------- | ------------------------- | ----------------------------------------------------------- |
| Asia               | STAR World                              | 25 de noviembre de 2012 | —                         | Subtitulado en varios idiomas en las regiones seleccionadas |
| Mundo árabe        | OSN Al Yawm                             | 12 de enero de 2013     | —                         |                                                             |
| Hong Kong          | TVB                                     | TBA                     |                           |                                                             |
| Indonesia          | RCTI                                    | 7 de diciembre de 2012  | subtitulado en Indonesia  |                                                             |
| Indonesia          | NET.                                    | 8 de febrero de 2014    | subtitulado en Indonesia  |                                                             |
| Japón              | TV Asahi                                | 9 de marzo de 2013      | doblada al japonés        |                                                             |
| Filipinas          | Studio 23 (ahora ABS-CBN Sports+Action) | 9 de diciembre de 2012  | —                         |                                                             |
| Filipinas          | Velvet (ahora no existente)             | 9 de diciembre de 2012  |                           |                                                             |
| Filipinas          | TV5                                     | 16 de enero de 2014     |                           |                                                             |
| Filipinas          | GMA Network                             | 19 de abril de 2015     |                           |                                                             |
| Filipinas          | STAR World                              | 8 de enero de 2014      |                           |                                                             |
| Singapur           | Channel 5                               | 2 de diciembre de 2012  |                           |                                                             |
| Singapur           | Mio                                     | TBA                     |                           |                                                             |
| Singapur           | StarHub                                 | TBA                     |                           |                                                             |
| Corea del Sur      | On Style                                | TBA                     |                           |                                                             |
| Tailandia          | Channel 8                               | 4 de diciembre de 2012  | doblada al tailandés      |                                                             |
| República de China | STAR World Taiwan                       | 25 de noviembre de 2012 | 亞洲超級名模生死鬥        | —                                                           |
| Vietnam            | STAR World Vietnam                      | 25 de noviembre de 2012 | Người mẫu hàng đầu châu Á | subtitulado en vietnamita                                   |
| Vietnam            | VTC - Let's Viet                        | 2 de diciembre de 2012  | Người mẫu hàng đầu châu Á | doblado en vietnamita                                       |